# Gehörnte Geisterkrabbe

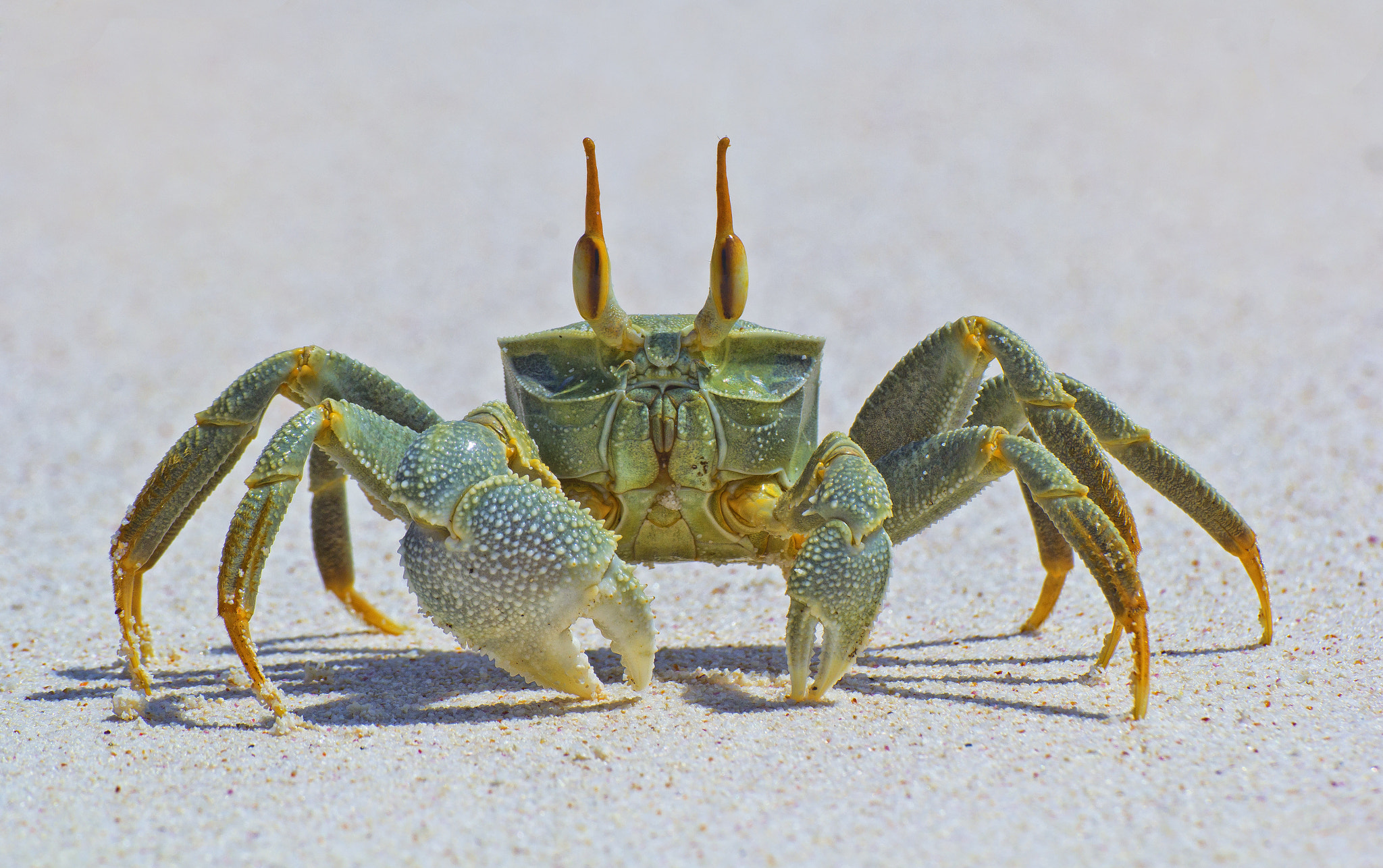
Grünlich gefärbtes, rechtsscheriges Exemplar

Die Gehörnte Geisterkrabbe (Ocypode ceratophthalmus), auch Hornaugen-Sandkrabbe oder Indopazifische Reiterkrabbe genannt, ist eine Zehnfußkrebsart (Decapoda) aus der Gattung der Reiterkrabben (Ocypode). Zuweilen werden auch die Bezeichnungen Rennkrabben, Gespensterkrabben oder Geisterkrabben verwendet.

## Merkmale
Die Gehörnte Geisterkrabbe erreicht eine Körperbreite von sechs bis acht Zentimetern. Sie hat eine quadratische, kastenähnliche Form. Die Farbe variiert von dunkel rotbraun über hellbraun und graubraun bis zu olivgrün. Jungtiere sind in der Lage, ihre Körperfarbe so zu verändern, dass sie dem umgebenden Sand entspricht. Zuweilen ist auf dem Rückenpanzer ein dunkles Zeichen, das dem Buchstaben H ähnelt erkennbar. Die Augen sind groß, länglich und befinden sich auf kurzen beweglichen Stielen, wodurch ihnen ein Rundblick von 360 Grad ermöglicht wird. Ausgewachsene Tiere haben einen charakteristischen hornähnlichen Auswuchs auf jedem Auge. Wenn sich die Krabben im Sand eingraben, werden die Augen in Mulden am Körper eingeklappt. Die vier Schreitbeinpaare besitzen am Ende spitze Krallen. Das erste Beinpaar besitzt weißlich gefärbte Scheren (Chelae), die eine grobkörnige Oberfläche haben, an jeder Seite unterschiedlich groß sind und als rechtsscherig bzw. linksscherig bezeichnet werden.

## Verbreitung und Lebensraum
Das Verbreitungsgebiet der Gehörnten Geisterkrabbe reicht von der Küste Ostafrikas bis zu den Philippinen und dem Great Barrier Reef. Die Art kommt auch an den Küsten Hawaiis vor. Sie lebt in feuchten, sandigen Strandregionen oder Mangrovensumpfgebieten.

## Lebensweise
Die Anwesenheit der Gehörnten Geisterkrabbe ist an großen Löchern im feuchten Erdreich, die den Eingang zu ihren Höhlen markieren, zu erkennen. Bei Ebbe werden die Tiere aktiv, bevorzugt in der Nacht. Sie suchen dann nach toten Tieren, von denen sie sich in erster Linie ernähren. Pflanzen werden nur gelegentlich gefressen. Sie nehmen nahezu alle Kadaver an, die sie finden, beispielsweise Fische, Garnelen und anderen Krabbenarten. Zuweilen wird das Nahrungsspektrum durch lebende Würmer, Muscheln und Schnecken ergänzt.
Gehörnte Geisterkrabben zählen zu den Krabben, die besonders schnell laufen. Sie bewegen sich mit einer durchschnittlichen Geschwindigkeit von 1,8 bis 2,0 m/s, in der Spitze bis zu 2,1 m/s. Ihren Namen verdanken sie der Tatsache, dass sie meist nachts, sehr schnell (wie ein Geist) über den Strand huschen.
Gehörnte Geisterkrabben werden zwar nicht als bedrohte Tierart aufgeführt, leiden jedoch in der Gezeitenzone durch menschliche Aktivitäten, im Besonderen durch Verschmutzung des Wassers und schwimmenden Plastikmüll.